# Сюжет для невеликого оповідання
«Сюжет для невеликого оповідання» — радянсько-французький художній фільм, знятий режисером Сергієм Юткевичем в 1969 році. Картина отримала Пам'ятну медаль Міжнародного кінофестивалю у Венеції.

## Сюжет
Історія створення п'єси «Чайка» і її провалу на сцені Александрінського театру перемежовується з розповіддю про взаємини Чехова з Лікою Мізіновою і Ігнатієм Потапенком.

## У ролях
- Микола Гринько — Антон Павлович Чехов
- Марина Владі — Ліка Мізінова
- Ія Саввіна — Марія Павлівна Чехова
- Ролан Биков — Михайло Павлович Чехов
- Євген Лебедєв — Павло Єгорович Чехов
- Олександра Панова — Євгенія Яківна Чехова
- Катерина Васильєва — Овчинникова, художниця
- Леонід Галліс — Володимир Олексійович Гіляровський
- Олександр Кузнецов — Журкін
- Юрій Яковлєв — Ігнатій Миколайович Потапенко
- Сергій Кулагін — купець Грибов
- Євген Шутов — батько Герасим
- Віктор Авдюшко — селянин
- Ігор Кваша — епізод
- Володимир Осенєв — Курбатов
- Георгій Тусузов — суфлер
- Олександр Ширвіндт — епізод
- Світлана Світлична — Афродіта Попандос
- Галина Комарова — покоївка

## Знімальна група
- Автор сценарію:  Леонід Малюгін
- Режисер-постановник:  Сергій Юткевич
- Головний оператор:  Наум Ардашников
- Декорації за ескізами:  Аліна Спєшнєва,  Микола Серебряков
- Художник-постановник:  Арнольд Вайсфельд
- Художник по костюмах: Людмила Кусакова
- Композитор:  Родіон Щедрін
- Звукорежисер:  Борис Вольський
- Монтаж: Клавдія Алєєва
- Оператор комбінованих зйомок:  Борис Травкін
- Художник-гример: Олена Калєва, Михайло Чікіров
- Директор картини: Лев Кушелевич